# دانشنامه فلسفه

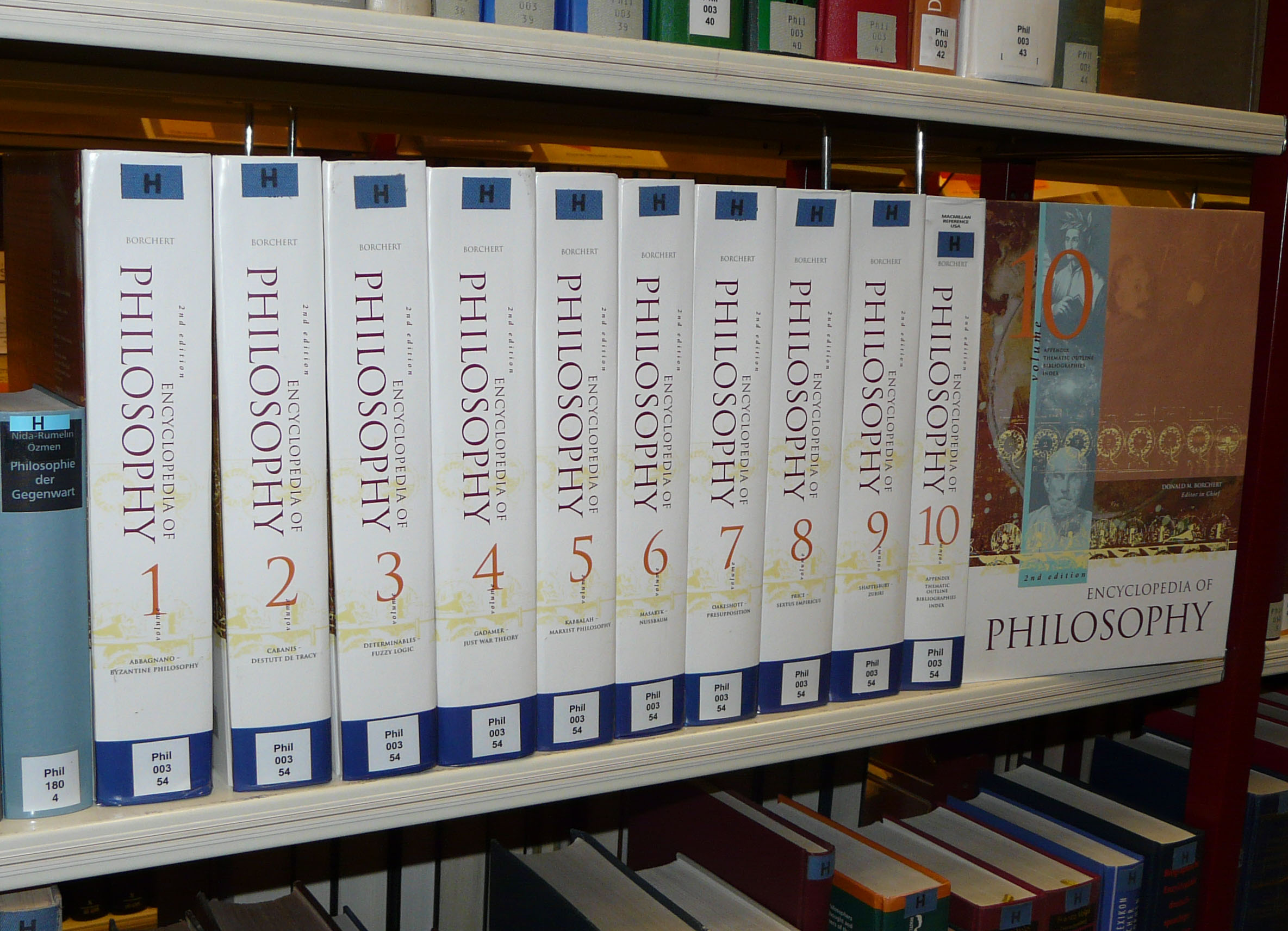
دانشنامه فلسفه، چاپ دوم

دانشنامه فلسفه یکی از مهم‌ترین دانشنامه‌‌های فلسفه به زبان انگلیسی است.
اولین نسخه‌ دانشنامه توسط فیلسوف پل ادواردز (٢٠٠٤-١٩٢٣) ویرایش و توسط انتشارات مک‌میلن در دو چاپ جداگانه منتشر شد. چاپ اول نسخه یک در سال ١٩٦٧ به صورت مجموعه ٨ جلدی منتشر شد. چاپ دوم نسخه یک در سال ١٩٧٢ به‌صورت مجموعه‌ای ٤ جلدی منتشر شد که حاوی تمام مطالبی بود که در چاپ ٨ جلدی اصلی دانشنامه گنجانده شده بود.
یک جلد «مکمل» برای اولین نسخه این دانشنامه در سال ١٩٩٦ توسط فیلسوف و مدرس کانادایی‌تبار دونالد ماروین بورچرت (متولد ٢٣ می ١٩٣٤) نوشته شد. جلد «مکمل» حاوی مقالاتی در مورد تحولات فلسفه از سال ١٩٦٧ است که موضوعات جدید، به‌روزرسانی‌ پژوهش‌ها یا موارد اصلاح‌شده را پوشش می‌دهد.
نسخه دوم دانشنامه توسط دونالد ام. بورچرت ویرایش شده است، که در ١٠ جلد در سال ٢٠٠٦ توسط مک‌میلن، مرجع ایالات متحده آمریکا منتشر شد. جلدهای ١ تا ٩ حاوی مقالات به ترتیب حروف الفبا هستند. جلد ١٠ شامل موارد زیر می‌شود:
- پیوست (صص١تا٤٨)، حاوی به‌روز رسانی‌ها و مقالات اضافه‌شده در جلدهای قبل؛
- طرح موضوعی محتوا (ص.٦٦-٤٩)؛
- کتابشناسی‌ها (صص.١٧٧-٦٧)؛
- فهرست (صص٦٧١-١٦٩).

## همچنین ببینید
- دانشنامه اینترنتی فلسفه
- دانشنامه فلسفه راتلج
- دانشنامه فلسفه استنفورد